# Вергелес Віталій Вікторович
Віта́лій Ві́кторович Вергеле́с (нар. 15 листопада 1989, Львів) — український веслувальник-каноїст, чемпіон світу, призер чемпіонатів світу і Європи, Заслужений майстер спорту України.

## Життєпис
Є вихованцем спеціалізованої дитячо-юнацької школи олімпійського резерву «Веслярик» та Львівського училища фізичної культури (вип.2007 р.). Представляв ФСТ «Колос» — ФСТ «Динамо».
Навчався у Львівській політехніці. Тренувався у школі вищої спортивної майстерності.
Працював з тренерами: заслужені тренери України: Роман Степанович Бундз та Володимир Іванович Дець, тренери: Михайло Степанович Поцюрко, Богдан Володимирович Сав'як.

## Спортивні досягнення
- 2007 рік — чемпіонат світу серед юніорів (С-2, 500 м), Рачице, Чехія — 2 місце, чемпіонат світу серед юніорів (С-2, 1000 м), Рачице, — 3 місце, чемпіонат Європи серед юніорів (С-2 500 м), Белград, Сербія — 1 місце, чемпіонат Європи серед юніорів (С-2 1000 м), Белград, — 2 місце.
- 2008 рік — чемпіонат України (С-2, 500 м), Дніпропетровськ, 3 місце.
- 2009 рік — третій етап Кубка світу (С-2, 200 м), Сегед, Угорщина — перше місце, чемпіонат Європи серед молоді (С-2, 200 м), Познань, Польща — третє місце.
- 2010 рік — чемпіонат Європи серед молоді (С-2 500 м), Москва — 1 місце, чемпіонат Європи серед молоді (С-2 200 м), Москва — 2 місце
- 2011 рік — чемпіонат Європи серед молоді (С-2, 200 м), Хорватія — 3 місце
- 2012 — чемпіонат Європи серед молоді (С-2, 500 м), Португалія — 1 місце, чемпіонат Європи (С-2, 500 м: Віталій Вергелес, Денис Камерилов), Хорватія — 3 місце.
- червень 2013 — чемпіонат Європи (С-4, 1000 м: Віталій Вергелес, Денис Коваленко, Денис Камерилов та Едуард Шеметило), Португалія — 3 місце.

### Універсіада 2013
На літній Універсіаді, яка проходила з 6-о по 17-е липня у Казані, Віталій предсталяв Україну у двох дисциплінах та завоював срібну та золоту медалі разом із Денисом Камериловим, Едуардом Шеметилом та Дмитром Янчуком.
У перший день фінальних заїздів з веслування на байдарках і каное українці у складі човна каное-четвірки студентської збірної України завоювали золоту медаль на дистанції 1000 метрів. У фінальному заїзді українці фінішували з результатом — 3 хвилини 37,893 секунди. Вони більше, ніж на півсекунди (0,583) випередили срібних призерів — збірну Росії і на 0,726 секунд — бронзових призерів — збірну Польщі.
Разом із золотими нагородами цьому екіпажу вдалося здобути ще срібні нагороди на п'ятсотметрівці. Лише 0,3 секунди відділили наших спортсменів від першого місця, яке цього разу здобули господарі змагань, росіяни. Бронзові нагороди в узбекистанців.
- 2015 — чемпіонат світу (С-4, 1000 м: Віталій Вергелес, Денис Камерилов, Денис Коваленко та Едуард Шеметило) Італія — 2 місце.[7]
- 2016 — чемпіонат Європи (С-2, 500 м: Віталій Вергелес, Денис Камерилов), Москва — 3 місце, чемпіонат Європи (С-4, 1000 м: Денис Коваленко, Віталій Вергелес, Денис Камерилов та Едуард Шеметило), Москва — 2 місце.
- 2017 — чемпіонат світу (С-4, 1000 м: Віталій Вергелес, Денис Камерилов, Денис Коваленко та Едуард Шеметило) Чехія — 3 місце.

2018 року Віталій Вергелес спільно з Романом Бундзем і Андрієм Маслюком заснував громадські організації «Львівська федерація Сап-спорту» (скор. «ЛФ Сап-спорту»), «Львівська федерація веслування на човнах „Аутригер“»

## Державні нагороди
- Орден «За заслуги» III ст. (25 липня 2013) — за досягнення високих спортивних результатів на XXVII Всесвітній літній Універсіаді в Казані, виявлені самовідданість та волю до перемоги, піднесення міжнародного авторитету України.[9]